# In the Palace Festival Internacional de curtas-metragens

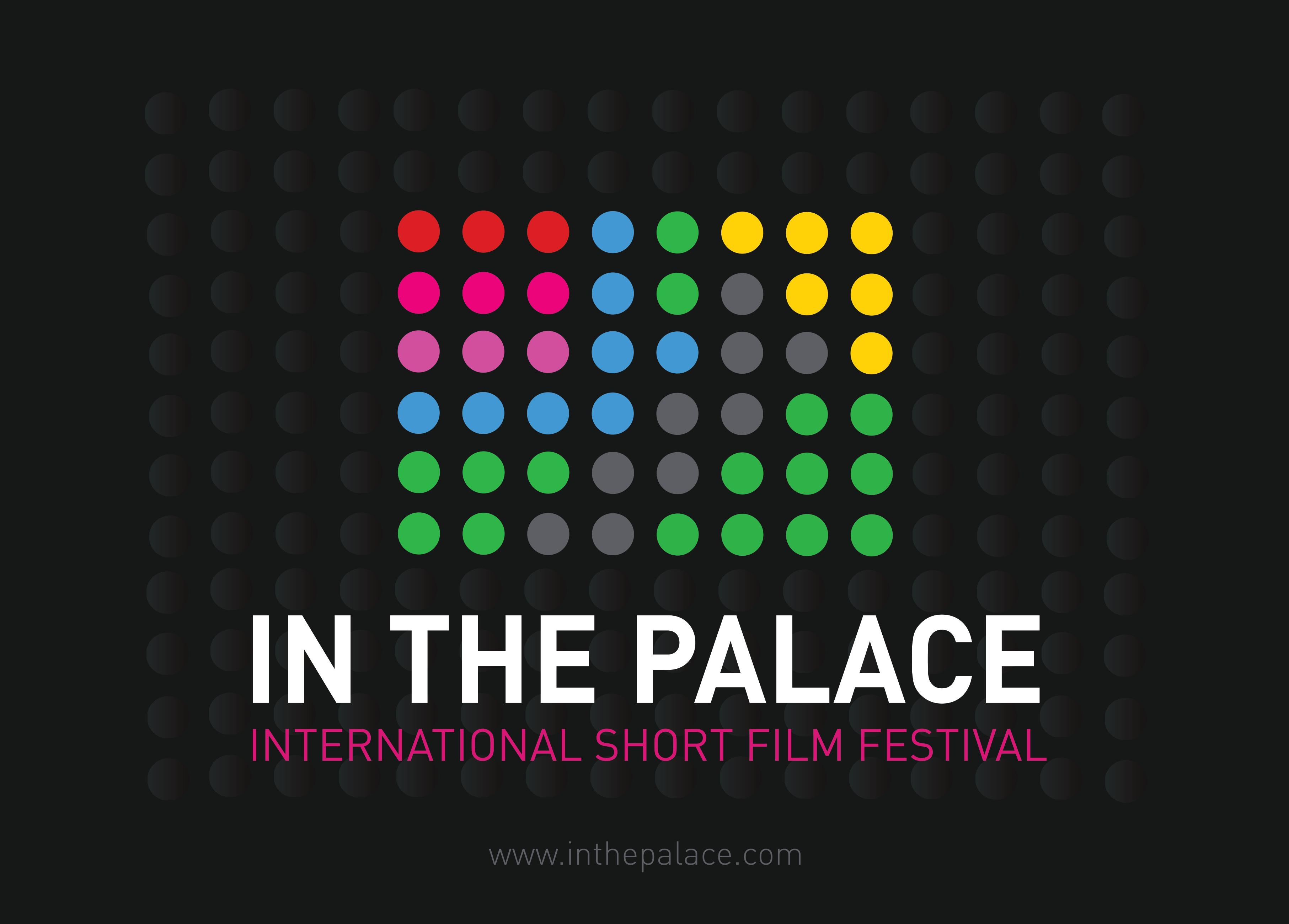
In the Palace logo

"In The Palace" Festival Internacional de Curtas metragens (em búlgaro:  Международен фестивал на късометражно кино В ДВОРЕЦА) é um dos maiores e mais prestigiados festivais de cinema na Europa, possuindo filmes de diversos temas e de diferentes géneroscom uma duração máxima de 27 minutos. realizado pela primeira vez em  Velingrad, em 2003, mas devido ao seu crescimento e à sua popularidade, o evento principal passou a ser realizado na capital,  Sofia, a partir de dezembro de 2015, passando mais tarde por Veliko Tarnovo, Varna e terminando em Balchik. 
A 14ª edição do festival acontece em quatro cidades diferentes, começando em Sofia (de dezembro de 2016), a cidade de Veliko Tarnovo (abril-Maio de 2017), Varna (Maio-junho de 2017) e, eventualmente, no fascinante do Mar Negro da cidade de Balchik (junho-julho de 2017) a 1st de julho de 2017, onde o final da cerimônia vai fechar o Festival.
O objectivo principal do Festival é apresentar e contribuir para o desenvolvimento da arte cinematográfica contemporânea na  Bulgária, na Europa e no mundo, criando um ambiente mais favorável e uma plataforma para os jovens cineastas e profissionais estabelecidos. A organização recebe voluntários de todos os países europeus. 

## Programa
"In the Palace", é organizado pelo Format SFF Foundation eCommunity Centre Veshtina, em parceria e com o apoio do Município de Sofia, Ministério Búlgaro da Cultura, Centro Nacional de Filme da Bulgária, Palácio Nacional da Cultura e pela Universidade de Sofia “St. Kliment Oridski”.
O festival tem um carácter competitivo e inclui competições internacionais, nacionais e de estudantes. Os filmes nomeados a participar no festival são escolhidos por um comité de selecção e a avaliados por um júri internacional. Os vencedores das várias categorias de filmes – ficção, documentário, animação e experimental – recebem um prémio monetário.
Tradicionalmente, no festival realizam-se formações, seminários, palestras, aulas de direção, de cinematografia, de desenvolvimento de projetos cinematográficos, de arte digital, de pós-produção e relações públicas (RP). Existe ainda um mercado qualificado para curtas-metragens e projetos.

## História
A ideia inicial passou por ser um fórum de filmes de estudantes. O Festival aconteceu pela primeira vez em 2003 em Velingrad. E desde a segunda edição que o Festival acontece nacidade de Balchik, situada a  norte do Mar Negro e na costa da Bulgária. O local do Festival é o complexo do parque arquitectónico “The Palace”, onde a princesa britânica e rainha romena Maria de Edimburgo residiu. 